# 俺たちの朝
『俺たちの朝』（おれたちのあさ）は、日本テレビと東宝の制作で、同局系日曜20時枠で1976年10月17日から1977年11月13日まで全48回で日曜日20時から1時間枠で放送された日本の青春ものテレビドラマ。「俺たちシリーズ」第2作。鎌倉を舞台に5人の若者たちのさまざまな青春模様を描く。勝野洋主演。

## 製作
刑事ドラマ『太陽にほえろ!』のテキサス刑事役を降板した勝野洋の次回作であり、初の主演作である。前番組であった中村雅俊の主演作『俺たちの旅』の人気を引き継ぎ、当初は全13話の予定だったが全26話に伸びたうえ、全48話1年間のロングランとなった。このため、他の仕事を断って出演し続けた役者にはギャラのアップがあったという。
『俺たちの旅』に続く「俺たちシリーズ」2作目として制作され、舞台設定は当初世田谷区の等々力渓谷を予定していたものの、駅のホームでの撮影許可が出なかったことにより断念し、当時まだそれほど観光客も多くなく、江ノ島電鉄の廃止も決まっていた鎌倉が選ばれることとなった。小倉一郎は「勝野洋さんが『太陽にほえろ!』で殉職するので、岡田晋吉さんが『勝野君がこれきり消えてしまうのは惜しい』と考え、もう一本勝野さんのためにドラマを作って、勝野さんをスターにしようとされた。それで中村雅俊さんの『俺たちの～』を一シリーズ休ませて勝野さんを主人公にドラマを作ったのです。撮影は毎朝、砧の国際放映から鎌倉に向かい、鎌倉周辺で撮影して再び国際放映のセットに戻るというハードなものでした。ドラマはビデオでなく、フィルムで撮っています」などと述べている。
放送開始時には結末が決まっておらず、放送が進む中で最終話に向けて書き進めていくのが一般的で、本作についても、最初に登場人物のキャラクターを練り上げて流れを作り上げた後、自然と進んでいくスタイルにより、1年間に渡って書き進められた。

## 作品の影響

### ドラマの舞台、古都・鎌倉

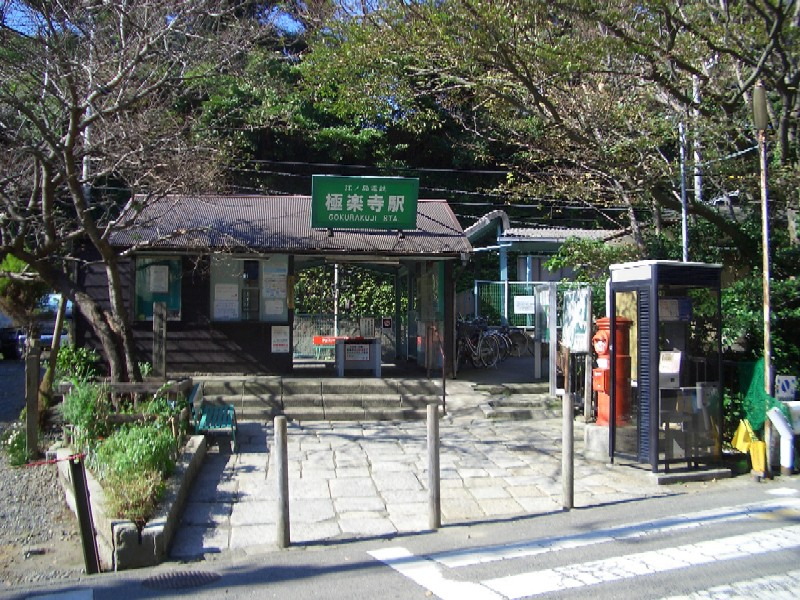
『俺たちの朝』で頻繁に登場した極楽寺駅。2019年1月に新駅舎へリニューアルされたが、旧駅舎はモニュメントとして保全されている。現在でも、放送当時の面影を多く残している。（2004年10月17日撮影）

昭和50年代前半、神奈川県鎌倉のイメージに強い影響をもたらしたドラマである。作品の舞台となった古都・鎌倉が見直され、とりわけ江ノ島電鉄は1960年代からモータリゼーションの影響で利用者が激減し廃線が模索されていた。しかし、国道の慢性的渋滞とバス転換の難しさ、藤沢駅付近の開発と、本作のヒットによって放映中からドラマに喚起された若者達の観光名所となったことから、主人公達が住んでいる設定の極楽寺駅周辺は連日の賑わいとなり、利用客数は上昇に転じ江ノ電は廃線の危機を脱した。一方では極楽寺駅にあった当時の木製の伝言板が書き散らされて壊れ、江ノ島電鉄からの「この番組（俺たちの朝）のおかげで壊された」との訴えに日本テレビ側が応じて鋼製の伝言板を寄贈、更には記念スタンプや記念切符も日本テレビがデザイン。テレビ番組に因んで記念切符を発行したのはこれが鉄道史上初めてだったということで、記念切符はすぐに売り切れて増刷となり、江ノ島電鉄は史上空前の利益を計上したことで社長が感謝の意を伝えるために、当時の日本テレビ社長の小林與三次の下を訪れたほどであった。

## あらすじ
修学院大学を中退した修治（オッス）とオッスの友人で在学中の勇夫（チュー）は、都内の下宿先を追い出され、偶然会ったオッスの幼友達で先輩でもある太作（ヌケ）を追って、居を求めてチューと2人でリヤカーを引き鎌倉まで行く。そして、そこで知り合った東京美術大学学生の麻子（カアコ）と3人で奇妙な共同生活を始めることになる。
オッスは大の海好きで、スイミングクラブで働きながら将来はヨットでの世界一周を夢見ている。チューは芝居に命を賭け役者になることを、カアコは「染色」デザイナーの道に進むことをそれぞれ考えているが、途中での様々な苦労や困難、また、3人共同で始めたジーンズショップの閉店などで夢はだんだん遠のいていく。
紆余曲折を経てオッスは父からもらった資金を元手に、遂に念願のヨットでの航海に出ることになる。

## 登場人物

### レギュラー
- 岩崎修治（オッス） - 勝野洋
- 田口勇夫（チュー） - 小倉一郎
- 滝村麻子（カアコ[注 2]） - 長谷直美
- 秋野太作（ヌケ） - 秋野太作[注 3]
- 佐久間かおる（ツナギ） - 森川正太

### 準レギュラー
- 中村良則（アパートの大家） - 穂積隆信（1 - 5、7 - 11、14 - 26、28 - 32、34、36、37、39 - 最終話）
- 中村孝一（大家の息子） - 井上純一（1、3 - 9、14 - 16、18 - 22、24、25、28、30、34 - 37、39 - 最終話）
- 岩崎晧一郎（オッスの父） - 北村和夫（1、3、5、11、14、21 - 24、26、33、45）
- 岩崎尚子（オッスの母） - 加藤治子（1 - 23、26）[注 4]
- 岩崎杏子（オッスの妹） - 岡田奈々（1、3 - 4、6 - 12、14、17、18、20 - 23、26、33、35、45、最終話）[注 5]
- 田口貴代（チューの姉） - 日色ともゑ（1 - 5、11 - 12、17、24 - 25、28、36、47 - 最終話）
- 沢野美雪（貴代の洋裁店の針子） - 原田美枝子（1 - 2、4、12、15、28、44）
- 大谷光子（貴代の洋裁店の針子） - 水沢有美（1 - 4、11 - 12、24 - 25、28、36、47 - 最終話）
- 唐沢早苗（貴代の洋裁店の針子） - 関谷ますみ（1 - 4、11 - 12、25、28、36、47 - 最終話）
- 佐伯順子（チューの演劇部の後輩） - 土部歩（2、4、6、10 - 13、15、19、25、29、31、39、42、47 - 最終話）
- 滝村嘉市（カアコの父） - 大滝秀治（2、13、37 - 38）
- 滝村絹子（カアコの母） - 東恵美子（37 - 38）
- 柳田（ヌケの上司、出版社の編集長） - 柳生博（8、13、16、20）
- 西条美沙子（スナックレインのママ） - 上村香子（2、9、16、20、23 - 24、26、30、32 - 40、42、43、45）
- 青田昇（ジーンズショップの大家） - 名古屋章（2、23 - 26、30、33、36、39）
- 田沼泰子 - ナンシー美紀（1 - 4、6 - 8、15）

## スタッフ
- 企画 - 岡田晋吉（日本テレビ）、梅浦洋一（東宝）
- プロデューサー - 川口晴年（日本テレビ）、石井幸一（東宝）
- 脚本 - 鎌田敏夫、畑嶺明、柏原寛司、長手源三郎、折戸伸弘
- 監督 - 山本迪夫、土屋統吾郎、木下亮
- 音楽 - チト河内、演奏：トランザム（選曲：山川繁）
- 予告ナレーション -  中江真司
- 製作協力 - 国際放映
- 製作 - 東宝株式会社

## 楽曲

### 主題歌
「俺たちの朝」
作詞：谷川俊太郎 / 作曲：小室等 / 編曲：チト河内 / 歌：松崎しげる　
オープニングでは1番の歌詞、エンディングでは3番の歌詞が使用されている。
1996年公開の東宝映画『八つ墓村』の主題歌用に、「青空に問いかけて」と改題して小室等がセルフカバーしている。

### 挿入歌
「海が呼んでる」（第3、10、26話）
作詞・作曲：加藤登紀子 / 編曲：チト河内 / 歌：勝野洋
「ふるさとへお帰り」（第7話）
作詞：山川啓介 / 作曲：平尾昌晃 / 編曲：チト河内 / 歌：秋野太作
「光こぼれる時に」（第8話）
作詞：モーリ・アキラ / 作曲：森川正太 / 編曲：チト河内 / 歌：森川正太
「どれだけ遠く」（第19, 23話）
作詞：谷川俊太郎 / 作曲：小室等 / 編曲：チト河内 / 歌：松崎しげる
第23話ではクラブ歌手としてゲスト出演した松崎本人により歌われている。
「青春わすれもの」（第39, 43話）
作詞：東海林良 / 作曲：徳久広司 / 編曲：竜崎孝路 / 歌：勝野洋

## 放送日程
| 話数 | 放送日         | サブタイトル                               | 脚本       | 監督                | ゲスト |
| ---- | -------------- | ------------------------------------------ | ---------- | ------------------- | --- |
| 1    | 1976年10月17日 | お前と俺ともうひとり                       | 山本迪夫   | 鎌田敏夫            | 清水昭博、小高まさる、栗田信子 |
| 2    | 1976年10月24日 | オッスと海と泣き上戸                       | 山本迪夫   | 鎌田敏夫            | 松金よね子 |
| 3    | 1976年10月31日 | 白い帆と風と俺                             | 山本迪夫   | 畑嶺明              | 荻島真一、二見忠男、勝西あや子 江田純一、平田博明、佐々木英介 |
| 4    | 1976年11月7日  | 愛と憎しみとひとりぼっち                   | 土屋統吾郎 | 鎌田敏夫            | 佐野哲也、伊藤文雄 |
| 5    | 1976年11月14日 | ヌケと親父と男の涙                         | 土屋統吾郎 | 畑嶺明              | 草薙幸二郎、津田京子、夏草三千代、山本恵子 |
| 6    | 1976年11月21日 | 寝巻きと便所掃除と男のやきもち             | 山本迪夫   | 鎌田敏夫            | 谷岡行二、石垣光代、沖恂一郎、久保田鉄男 臼田健三、萩前弘信、秋山清貴、岡崎博 |
| 7    | 1976年11月28日 | 出逢いと愛と別れ                           | 山本迪夫   | 畑嶺明              | 浅野真弓、長慶子、島田裕理、浅野温子、島英司 |
| 8    | 1976年12月5日  | ツナギとコンプレックスと仲間たち           | 土屋統吾郎 | 畑嶺明              | 剛達人、大浜詩郎、小林淳一 柳生博、市村美紀夫、安部八千代 |
| 9    | 1976年12月12日 | 一人前の男と初体験と年上の人               | 土屋統吾郎 | 鎌田敏夫            | 寺尾聰 |
| 10   | 1976年12月19日 | 別離とイヤリングと友達の女                 | 山本迪夫   | 鎌田敏夫            | 関根恵子、仲谷昇、立枝歩、小野進也、千葉繁 |
| 11   | 1976年12月26日 | 喧嘩とやる気と下手な芝居                   | 山本迪夫   | 畑嶺明              | 水谷邦久、佐竹明夫、千葉繁 加藤真、佐々木英介、宮崎和命 |
| 12   | 1977年1月9日   | おんぶと冬の風と姉ちゃんの恋人             | 土屋統吾郎 | 鎌田敏夫            | 染谷久男 |
| 13   | 1977年1月16日  | 裸踊りと染色と口惜涙                       | 土屋統吾郎 | 畑嶺明              | 小栗一也、すどうかづみ、吉水慶 稲垣昭三、林一夫、佐々木英介 土生和彦 熊谷裕之、白川靖雄、北村昌子、小沢弘治                                                                                   |
| 14   | 1977年1月23日  | 冬の海とやさしさと少女の涙                 | 山本迪夫   | 畑嶺明              | 塩屋洋子、谷山三郎、藤木保宏 |
| 15   | 1977年1月30日  | 金欠病と女子寮とオッスのギックリ腰         | 山本迪夫   | 鎌田敏夫            | 岡本四郎、西朱美、泉よし子 若原初江、小海とよ子、峯田智代、亀井和子 |
| 16   | 1977年2月6日   | 食欲とスパイと不景気な面                   | 山本迪夫   | 鎌田敏夫            | 寺尾聰、小山武宏、大島光幸、吉中正一、山本恵子 |
| 17   | 1977年2月13日  | チューとレポートと協力者たち               | 土屋統吾郎 | 柏原寛司            | 松下達夫、中村靖之介、菅生隆之、庄司永健、早坂直家 矢口優、田辺しげる、広世知子、泉田浩行、西田威                                                                                             |
| 18   | 1977年2月20日  | 初恋の人とろうけつ染めとカアコのご主人     | 土屋統吾郎 | 長手源三郎 鎌田敏夫 | 江戸家猫八、佐野光洋、松平健 |
| 19   | 1977年2月27日  | 雨漏と人工呼吸と熱い味噌汁                 | 山本迪夫   | 畑嶺明              | 佐原健二、鍋谷孝喜、吉川浄、小林文隆 高橋英三郎、十時じゅん、川越たまき、林孝一 外野村晋、保科三良、原ひさ子、吉原正浩、五十嵐五十鈴                                                          |
| 20   | 1977年3月6日   | 三十男とおふくろと男の泣顔                 | 山本迪夫   | 畑嶺明              | 矢野間啓二、本庄和子、石黒正男、宮沢秀子 |
| 21   | 1977年3月13日  | 父と兄妹と母の死                           | 土屋統吾郎 | 鎌田敏夫            | 高橋昌也、那智映美、水川由記子 |
| 22   | 1977年3月20日  | タヌキと青春時代と心の痛み                 | 土屋統吾郎 | 鎌田敏夫            | 小山田宗徳、結城美栄子、北村優子 |
| 23   | 1977年3月27日  | 炊事当番と物置小屋と下着の山               | 山本迪夫   | 畑嶺明              | 松崎しげる、梅田智美、高尾礼子、穂高稔、宇南山宏 大沢美晴、都家歌六、堀田雅己、八木隆、大柴允人                                                                                               |
| 24   | 1977年4月3日   | 夢と下着ともういやっ!!                     | 山本迪夫   | 鎌田敏夫            | 熊倉一雄、斉藤美和、灰地順 汐見直行、高尾礼子、湊俊一、鳴海五郎 橋本仙三、田中忠義、嶋めぐみ、河合良子                                                                                        |
| 25   | 1977年4月10日  | ジーンズショップと前売券と男の夢           | 土屋統吾郎 | 柏原寛司            | 川端真二、のこ、木下陽夫、斉藤びびんば、岩切しげき 野田一生、今井志津子、菊間将雄、竹之内啓喜、富永千果子                                                                                     |
| 26   | 1977年4月17日  | 親父と行きずりの女と春の凧                 | 土屋統吾郎 | 鎌田敏夫 折戸伸弘   | 結城美栄子、今井淳子、聖真砂子、菊地太、森田俊二 菊間将雄、竹之内啓喜、宮沢芳春、今井志津子、安藤恵子                                                                                         |
| 27   | 1977年4月24日  | うなぎと未婚の母と愛してます               | 木下亮     | 畑嶺明              | あべ静江、下条正巳、入江杏子 披岸喜美子、村越伊知郎、由留佐有映 |
| 28   | 1977年5月1日   | 母と不良少女とすんません                   | 木下亮     | 鎌田敏夫            | 中村玉緒、大森暁美、俵一、信沢隆、山口紀子 |
| 29   | 1977年5月8日   | ドン底生活と芝居と大馬鹿野郎               | 山本迪夫   | 畑嶺明              | 浦信太郎、須永慶、津野哲郎、岩田博行、菊間将雄 宮沢芳春、竹之内啓喜、小島孝夫、安藤恵子 今井志津子、松尾文人、山口譲、日高ゆりえ、邦創典 藤井智憲、浮田左武郎、木田三千雄、池田秀一、中井啓輔 |
| 30   | 1977年5月15日  | Kissとジンマシンとせつない気持             | 山本迪夫   | 鎌田敏夫            | 小畑あや、平淑恵、山下建司、杉浦奈緒美、水谷純子 |
| 31   | 1977年5月22日  | 三畳間とスポットライトとワタ菓子           | 土屋統吾郎 | 畑嶺明              | 富永千果子、小畑あや、平淑恵 、三浦洋一、荻野尋 |
| 32   | 1977年5月29日  | 酔っぱらいと腕のいい経理マンとタマネギの皮 | 土屋統吾郎 | 柏原寛司            | 小畑あや、平淑恵、竹田将二 米子正典、高尾礼子、原野弘美 草木染（万葉染）指導 - 村上道太郎、加藤嘉                                                                                             |
| 33   | 1977年6月5日   | 海男と飛行機野郎と女の微笑み               | 山本迪夫   | 畑嶺明              | 夏桂子、鈴木輝江、石井勇、久津王乃灯、大川利治 |
| 34   | 1977年6月12日  | ベッドと女子大生ともう知らない             | 山本迪夫   | 鎌田敏夫            | 平淑恵、小畑あや、有沢とも子 |
| 35   | 1977年6月26日  | 喧嘩と一匹の魚と赤い車の女                 | 土屋統吾郎 | 鎌田敏夫 長手源三郎 | 大向めぐみ-秋野暢子、時本和也、平淑恵、小畑あや たくみさよ、町田幸夫、早瀬恒志、青木義一、高田洋 近田芳明、大滝佳子、杉村レオ、神立サユリ、松本里美                                           |
| 36   | 1977年7月10日  | 男2人と寝台車とカアコ頑張る                | 土屋統吾郎 | 畑嶺明              | 伊藤めぐみ、谷岡弘規、うえずみのる、砂塚秀夫 宮本曠二朗、御影伸介、高尾礼子、本多和子、門脇三郎                                                                                               |
| 37   | 1977年7月31日  | 金沢と片想いとカッとなったら止まらない     | 山本迪夫   | 鎌田敏夫            | 木村理恵、小畑あや、平淑恵、加藤寿、東恵美子 |
| 38   | 1977年8月7日   | 能登の海とウマの骨と涙の父                 | 山本迪夫   | 畑嶺明              | 木村理恵、加藤寿、小川通子 |
| 39   | 1977年8月14日  | 殴り合いとヨットハーバーと船よさらば       | 土屋統吾郎 | 柏原寛司            | 柴田恭兵、吉田豊明、福岡正剛 富永千果子、松田章、ゲン五郎、宮川満 岩上正弘、元木あい、吉田豊明、長島隆一                                                                                      |
| 40   | 1977年8月28日  | 鹿児島とWデイトと幼い日の呪文              | 土屋統吾郎 | 鎌田敏夫            | 北川陽一郎、方言指導-飯田テル子 |
| 41   | 1977年9月11日  | 薩摩の海とカツオ節とああ青春               | 土屋統吾郎 | 畑嶺明              | 左右田一平、森大河、松沢重雄、多田幸雄、中島一男 |
| 42   | 1977年9月25日  | 芸術の秋とチャンスとどうしてこうなるの?    | 山本迪夫   | 畑嶺明              | 富永千果子、小畑あや、平淑恵、日恵野晃 梶哲也、中真千子、小倉雄三、村田知栄子 芹沢由美、高尾礼子、山口智子、稲川順子、梶原恵 大村一郎、鹿島信哉、名川貞郎、愛川弥寿子、奈良岡朋子             |
| 43   | 1977年10月9日  | 別れの時とミクロネシアとよォッ!妹          | 山本迪夫   | 柏原寛司 鎌田敏夫   | 樋浦勉、野村昭子、並木静夫、 福田敏江 |
| 44   | 1977年10月16日 | 北の町・大沼とすんませんと家族ごっこ       | 木下亮     | 鎌田敏夫            | 中村玉緒、綿引洪、野村昭子 |
| 45   | 1977年10月23日 | グッドバイと男のロマンと心が痛い           | 土屋統吾郎 | 畑嶺明              | 赤座美代子、住吉正博、野村昭子 |
| 46   | 1977年10月30日 | ふるさとと家出娘と焼きそこないのパン       | 土屋統吾郎 | 柏原寛司 長手源三郎 | 栗田ひろみ、柴田恭兵、片岡五郎、 舛田紀子、長谷川弘 |
| 47   | 1977年11月6日  | シドニーと燃える男とお先真っ暗             | 山本迪夫   | 畑嶺明              | 森次晃嗣、蜷川幸雄、森幹太 |
| 48   | 1977年11月13日 | 絶望と出発と雨の中の接吻                   | 山本迪夫   | 鎌田敏夫            | 佐々木裕子、高橋園美 |

## 関連商品

### レコード・CD

#### シングル
- 「俺たちの朝／どれだけ遠く」 松崎しげる （1976年11月、ビクター音楽産業 SV-5116）
- 「海が呼んでる／はじめて人を」 勝野洋 （1976年12月、ビクター音楽産業 SV-6131）
- 「青春わすれもの／さよならの詩」 勝野洋 （1977年8月、ビクター音楽産業 SV-6257）
- 「ふるさとへお帰り／どうしたの」 秋野太作 （1976年11月、ワーナーパイオニア L-53P）
- 「光こぼれる時に／グヤグヤの歌」 森川正太 （1976年12月、キングレコード GK-65）

#### アルバム
- 「俺たちの朝 オリジナル・サウンド・トラック」 トランザム （1976年11月、ブラック BBL-2005）
- 「俺たちの朝II オリジナル・サウンド・トラック」  トランザム （1977年5月、ブラック BBL-2008）
- 「俺たちの朝 オリジナル・サウンド・トラック～コンプリート・エディション」 トランザム （2003年2月、テイチク TECN-25879） 
  - BBL-2005、BBL-2008の2枚を1枚のCDに収録。

### ノベライズ
- 俺たちの朝脚本グループ『俺たちの朝〈I〉』（1976年12月、読売新聞社）
- 俺たちの朝脚本グループ『俺たちの朝〈II〉』（1977年4月、読売新聞社）
- 俺たちの朝脚本グループ『俺たちの朝〈III〉』（1977年7月、読売新聞社）
- 俺たちの朝脚本グループ『俺たちの朝〈IV〉』（1977年10月、読売新聞社）

### DVD
- DVD-BOX1（2005年7月21日、VAP、6枚組＋特典ディスク）
- DVD-BOX2（2005年10月5日、VAP、6枚組＋特典ディスク）

日本テレビ系で放映されたドラマ作品のソフト化を多数手掛けるVAPより2005年夏に全話収録のDVDボックスを2つにわけて発売開始。
初映像ソフト化であり、地上波はもとよりCS放送などでも近年放映の機会がなかった本作の待望のソフト化となった。